# Шелбурн (Вермонт)
Шелбурн (англ. Shelburne) — місто (англ. town) в США, в окрузі Читтенден штату Вермонт. Населення — 7717 осіб (2020).

## Демографія
Згідно з переписом 2010 року, у місті мешкали 7144 особи в 2880 домогосподарствах у складі 1955 родин. Було 3085 помешкань
Расовий склад населення:
| - 96,5 % — білих - 1,3 % — азіатів - 0,7 % — чорних або афроамериканців - 0,2 % — корінних американців |

До двох чи більше рас належало 1,1 %. Частка іспаномовних становила 1,5 % від усіх жителів.
За віковим діапазоном населення розподілялося таким чином: 23,7 % — особи молодші 18 років, 55,9 % — особи у віці 18—64 років, 20,4 % — особи у віці 65 років та старші. Медіана віку мешканця становила 46,6 року. На 100 осіб жіночої статі у місті припадало 89,1 чоловіків;  на 100 жінок у віці від 18 років та старших — 84,6 чоловіків також старших 18 років.
Середній дохід на одне домашнє господарство  становив 132 500 доларів США (медіана — 100 705), а середній дохід на одну сім'ю — 174 432 долари (медіана — 136 719). Медіана доходів становила 84 479 доларів для чоловіків та 54 526 доларів для жінок. За межею бідності перебувало 4,2 % осіб, у тому числі 3,4 % дітей у віці до 18 років та 5,4 % осіб у віці 65 років та старших.
Цивільне працевлаштоване населення становило 3983 особи. Основні галузі зайнятості: освіта, охорона здоров'я та соціальна допомога — 33,4 %, науковці, спеціалісти, менеджери — 14,5 %, мистецтво, розваги та відпочинок — 8,3 %, виробництво — 8,0 %.